# Oscar du meilleur film

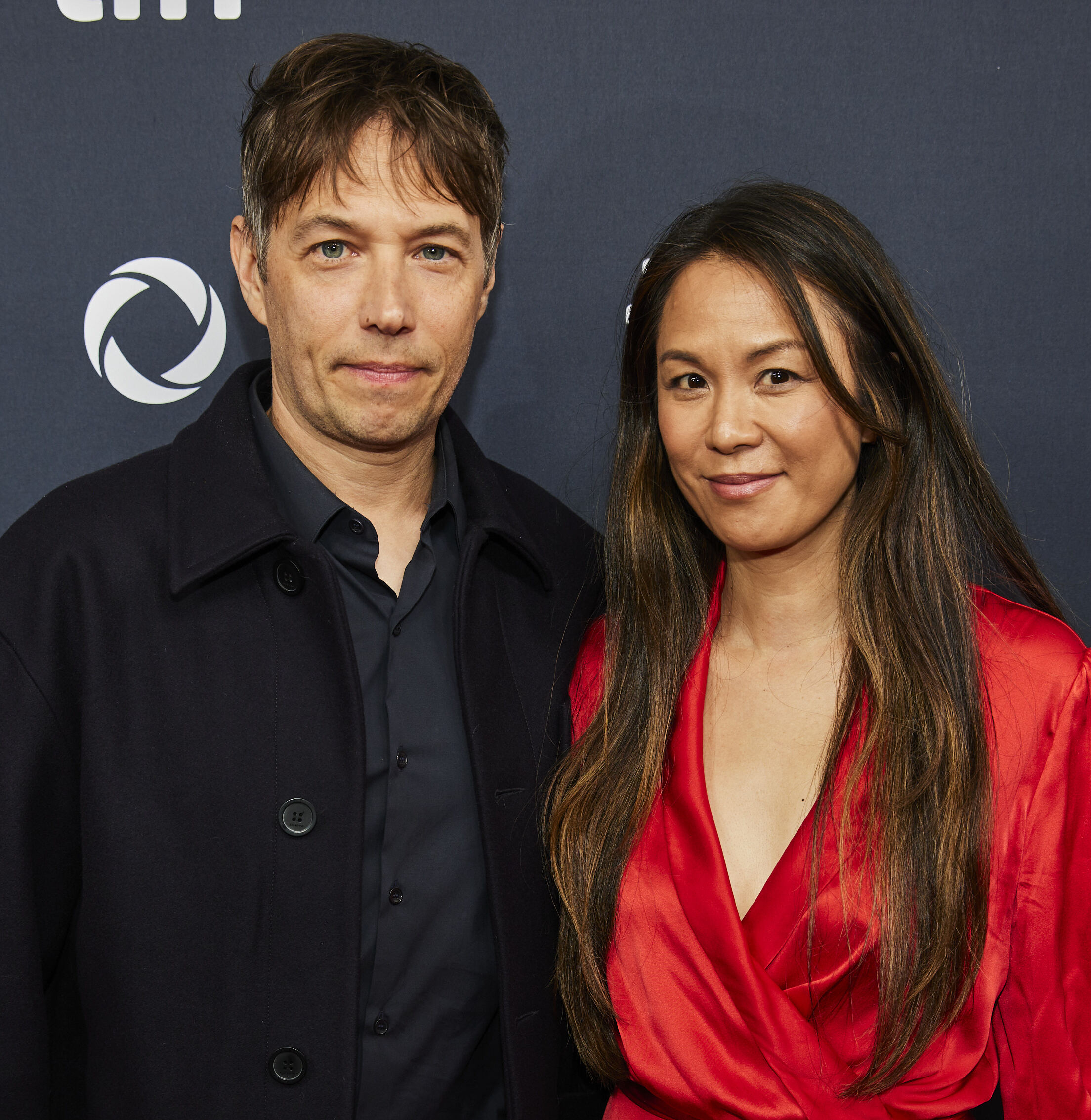
Sean Baker et, récipiendaires du dernier prix pour Anora.

L'Oscar du meilleur film (Academy Award for Best Picture) est une récompense cinématographique américaine décernée chaque année depuis 1929 par l'Academy of Motion Picture Arts and Sciences (AMPAS), laquelle décerne également tous les autres Oscars.

## Introduction

### Éligibilité et règles
Entre 1929 et 1951, ce prix était attribué à la société ayant produit l'œuvre. Depuis 1952, il n'est plus décerné qu'au producteur. En anglais, le nommé apparaît, suivi de la mention Producer. Seuls sont crédités les producteurs principaux (ou producteurs délégués en France), avec un maximum de cinq. Les producteurs exécutifs, associés ou directeurs de production ne sont pas nommés. Contrairement aux cérémonies équivalentes ou aux festivals de cinéma, le réalisateur ne l'est pas davantage, sauf s'il a produit son film. Dans ce cas, s'il reçoit la récompense, c'est en tant que producteur.
Comme dans la grande majorité des autres catégories, sont éligibles tous les films ayant été exploités une semaine au comté de Los Angeles l'année précédente, quels que soient le genre cinématographique (animation ou documentaire) ou le statut national du long métrage (capitaux ou langue étrangère). Cependant, hormis Parasite (ainsi que The Artist, constituant un cas à part puisqu'il s'agit d'un film muet), seuls des films anglophones figurent à ce palmarès, la très grande majorité d'entre eux provenant de fonds des États-Unis ou du Royaume-Uni. Les documentaires (jamais nommés), les films d'animation (à trois reprises) et les films non anglophones (huit fois) sont toujours éligibles à cet Oscar et peuvent cumuler les nominations de leur catégorie.
L'une des spécificités de cet Oscar est que tous les membres actifs de l'académie votent pour déterminer les nommés puis le lauréat. Il n'y a pas de limitation par collège au premier tour de vote contrairement aux autres catégories. Néanmoins, une différence existe : alors qu'au second tour pour désigner le lauréat, est utilisé un scrutin uninominal, la catégorie du meilleur film utilise un système de vote alternatif.
Le nombre de films nommés fut longtemps limité à cinq. Il doubla en 2010 et 2011 avant d'être fixé depuis 2012 entre 5 et 10 nominations.
L'Oscar du meilleur film est le prix le plus convoité des Oscars. Le titre du récipiendaire est révélé en dernier lors de la soirée et son annonce clôt la cérémonie. La dénomination officielle de la récompense est Best Picture depuis 1962, après avoir été Outstanding Picture de 1929 à 1930, Outstanding Production de 1930 à 1940, Outstanding Motion Picture de 1941 à 1943 et Best Motion Picture de 1944 à 1961.

### Faits marquants

#### Sur les films
Sur 92 cérémonies, 13 films intégralement financés en dehors des États-Unis ont réussi à gagner l'Oscar du meilleur film : Hamlet, Le Pont de la rivière Kwaï, Lawrence d'Arabie, Tom Jones, Un homme pour l'éternité, Oliver!, Les Chariots de feu, Gandhi, Le Dernier Empereur, Slumdog Millionaire, Le Discours d'un roi, The Artist et Parasite. Excepté Le Dernier Empereur (coproduction franco-sino-italo-britannique), The Artist (long métrage français), et Parasite (long métrage sud-coréen) tous les autres ont été produits, totalement ou majoritairement, au Royaume-Uni.
En 2012, The Artist devient le premier film français et la première œuvre venue d'un pays non-anglophone à remporter l'Oscar. Il est également le second long métrage muet à être récompensé dans cette catégorie après Les Ailes, couronné lors de la toute 1re cérémonie en 1929.
En 2020, Parasite devient le premier film sud-coréen et la première œuvre en langue étrangère à remporter l'Oscar.
Le premier long métrage en couleur à avoir gagné l'Oscar est Autant en emporte le vent en 1940. The Artist en 2012 est le dernier film en noir et blanc à être récompensé.
Le Parrain en 1973 et Le Parrain 2 en 1975, ont été le seul film et sa suite à être distingués par l'Oscar. Le Parrain 3 repartit bredouille en 1991. De même, Le Seigneur des anneaux : La Communauté de l'anneau, en 2002, et Le Seigneur des anneaux : Les Deux Tours, en 2003, furent nommés dans cette catégorie, sans succès, avant que Le Seigneur des anneaux : Le Retour du roi ne triomphe en 2004. Les Révoltés du Bounty, Ben-Hur, Les Infiltrés et Coda sont, quant à eux, les quatre seuls remakes à avoir été désignés comme « meilleur film ».
Midnight Cowboy fut le seul vainqueur classé X par la MPAA (qui le reclasse Restricted en 1971).

#### En rapport avec les autres Oscars
De tous les Oscars du meilleur film (94 en 2022), 28 n'ont pas été décernés conjointement à l'Oscar de la meilleure réalisation. Seules six œuvres ont été récompensées sans que leurs réalisateurs n'aient été nommés dans la catégorie du meilleur metteur en scène : Les Ailes, Grand Hotel, Miss Daisy et son chauffeur, Argo, Green Book : Sur les routes du Sud et Coda.
Trois longs métrages, sur 94 cérémonies, ont réussi à obtenir la quinte majeure des Oscars, à savoir les cinq trophées les plus prestigieux (meilleurs film, réalisateur, acteur, actrice et scénario original ou adaptation) : New York-Miami, Vol au-dessus d'un nid de coucou et Le Silence des agneaux.

## Palmarès
Note : L'année indiquée est celle de la cérémonie, récompensant les films sortis au cours de l'année précédente. Les noms des réalisateurs et les pays d'origine des films ont été parfois indiqués par commodité à la suite de l'identité des producteurs, bien que théoriquement ils n'aient pas leur place sur cette page. Leur mise en italique les distingue des véritables lauréats, à savoir les producteurs (ou les studios pour les cérémonies antérieures à 1951).

### Années 1920-1930
L'Oscar récompense les studios sous l'appellation Outstanding Picture.
- 1929 : Les Ailes (Wings) – Paramount Famous Lasky (réalisé par William A. Wellman, États-Unis)
  - L'Heure suprême (7th Heaven) – Fox
  - The Racket – The Caddo Company
Un Oscar de la meilleure production artistique (unique and artistique picture) fut également décerné à L'Aurore (Sunrise) de la Fox. Les autres nommés étaient La Foule (The Crowd) et Chang. Conçue par les organisateurs comme l'égale du meilleur film, cette catégorie ne fut cependant pas reconduite l'année suivante.
- 1930 (avril) : Broadway Melody (The Broadway Melody) – Metro-Goldwyn-Mayer (réalisé par Harry Beaumont, États-Unis)
En l'absence de nominations officielles, seuls les gagnants des différentes catégories furent dévoilés. Des recherches ultérieures de l'Académie révélèrent que les autres compétiteurs (officieux) étaient Alibi, In Old Arizona, Hollywood chante et danse (Hollywood Revue) et Le Patriote (The Patriot).

La récompense est renommée Outstanding Production.
- 1930 (novembre) : À l'Ouest, rien de nouveau (All Quiet on the Western Front) – Universal Pictures (réalisé par Lewis Milestone, États-Unis)
  - Disraeli – Warner Bros.
  - Parade d'amour (The Love Parade) – Paramount Famous Lasky
  - Big House (The Big House) – Cosmopolitan
  - La Divorcée (The Divorcee) – Metro-Goldwyn-Mayer
- 1931 : La Ruée vers l'Ouest (Cimarron) – RKO Pictures (réalisé par Wesley Ruggles, États-Unis)
  - Trader Horn – Metro-Goldwyn-Mayer
  - East Lynne – Fox
  - The Front Page – The Caddo Company
  - Skippy – Paramount Publix
- 1932 : Grand Hotel – Metro-Goldwyn-Mayer (réalisé par Edmund Goulding, États-Unis)
  - Arrowsmith – Samuel Goldwyn Productions
  - Bad Girl – Fox
  - Le Champion (The Champ) – Metro-Goldwyn-Mayer
  - Five Star Final – First National Pictures
  - Le Lieutenant souriant (The Smiling Lieutenant) – Paramount Publix
  - Shanghaï Express – Paramount Publix
  - Une heure près de toi (One Hour with You) – Paramount Publix
- 1934 : Cavalcade – Fox (réalisé par Frank Lloyd, États-Unis)
  - 42e Rue (42nd Street) – Warner Bros.
  - L'Adieu aux armes (A Farewell to Arms) – Paramount
  - La Foire aux illusions (State Fair) – Fox
  - Grande Dame d'un jour (Lady for a Day) – Columbia
  - Je suis un évadé (I Am a Fugitive from a Chain Gang) – Warner Bros.
  - Lady Lou (She Done Him Wrong) – Paramount
  - Les Quatre Filles du docteur March (Little Women) – RKO Radio
  - Chagrin d'amour (Smilin' Through) – Metro-Goldwyn-Mayer
  - La Vie privée d'Henry VIII (The Private Life of Henry VIII) – London Films
- 1935 : New York-Miami (It Happened One Night) – Columbia (réalisé par Frank Capra, États-Unis)
  - Cléopâtre (Cleopatra) – Paramount
  - Voici la marine (Here Comes the Navy) – Warner Bros.
  - Images de la vie (Imitation of Life) – Universal
  - L'Introuvable (The Thin Man) – Metro-Goldwyn-Mayer
  - La Joyeuse Divorcée (The Gay Divorcee) – RKO Radio
  - Mademoiselle Général (Flirtation Walk) – First National
  - La Maison des Rothschild (The House of Rothschild) –20th Century
  - Miss Barrett (The Barretts of Wimpole Street) – Metro-Goldwyn-Mayer
  - Une nuit d'amour (One Night of Love) – Columbia
  - Viva Villa ! (Viva Villa!) – Metro-Goldwyn-Mayer
  - The White Parade – Jesse L. Lasky Feature Play Company
- 1936 : Les Révoltés du Bounty (Mutiny on the Bounty) – Metro-Goldwyn-Mayer (réalisé par Frank Lloyd, États-Unis)
  - Broadway Melody 1936 (Broadway Melody of 1936) – Metro-Goldwyn-Mayer
  - Capitaine Blood (Captain Blood) – Cosmopolitan
  - Le Danseur du dessus (Top Hat) – RKO Radio
  - David Copperfield (The Personal History, Adventures, Experience, & Observation of David Copperfield the Younger) – Metro-Goldwyn-Mayer
  - Désirs secrets (Alice Adams) – RKO Radio
  - L'Extravagant Mr Ruggles (Ruggles of Red Gap) – Paramount
  - La Fugue de Mariette (Naughty Marietta) – Metro-Goldwyn-Mayer
  - Les Misérables – 20th Century
  - Le Mouchard (The Informer) – RKO Radio
  - Le Songe d'une nuit d'été (A Midsummer Night's Dream) – Warner Bros.
  - Les Trois Lanciers du Bengale (The Lives of a Bengal Lancer) – Paramount
- 1937 : Le Grand Ziegfeld (The Great Ziegfeld) – Metro-Goldwyn-Mayer (réalisé par Robert Z. Leonard, États-Unis)
  - L'Extravagant Mr. Deeds (Mr. Deeds Goes to Town) – Columbia
  - Le Marquis de Saint-Évremont (A Tale of Two Cities) – Metro-Goldwyn-Mayer
  - Anthony Adverse – Warner Bros.
  - Jeunesse perdue – Samuel Goldwyn Productions
  - Trois Jeunes Filles à la page (Three Smart Girls) – Universal
  - Une fine mouche (Libeled Lady) – Metro-Goldwyn-Mayer
  - Roméo et Juliette (Romeo and Juliet) – Metro-Goldwyn-Mayer
  - San Francisco – Metro-Goldwyn-Mayer
  - La Vie de Louis Pasteur (The Story of Louis Pasteur) – Cosmopolitan
- 1938 : La Vie d'Émile Zola (The Life of Emile Zola) – Warner Bros. (réalisé par William Dieterle, États-Unis)
  - Cette sacrée vérité (The Awful Truth) – Columbia
  - Capitaines courageux (Captains Courageous) – Metro-Goldwyn-Mayer
  - Deanna et ses boys (One Hundred Men and a Girl) – Universal
  - Horizons perdus (Lost Horizon) – Columbia
  - L'Incendie de Chicago (In Old Chicago) – 20th Century Fox
  - Pension d'artistes (Stage Door) – RKO Radio
  - Rue sans issue (Dead End) – Samuel Goldwyn Productions
  - Une étoile est née (A Star Is Born) – Selznick International Pictures
  - Visages d'Orient (The Good Earth) – Metro-Goldwyn-Mayer
- 1939 : Vous ne l'emporterez pas avec vous (You Can't Take It with You) – Columbia (réalisé par Frank Capra, États-Unis)
  - Les Aventures de Robin des Bois (The Adventures of Robin Hood) – Warner Bros. / First National
  - La Citadelle (The Citadel) – Metro-Goldwyn-Mayer
  - La Folle Parade (Alexander's Ragtime Band) – 20th Century Fox
  - Des hommes sont nés (Boys Town) – Metro-Goldwyn-Mayer
  - La Grande Illusion – Réalisation d'art cinématographique
  - L'Insoumise (Jezebel) – Warner Bros.
  - Pilote d'essai (Test Pilot) – Metro-Goldwyn-Mayer
  - Pygmalion – Metro-Goldwyn-Mayer
  - Rêves de jeunesse (Four Daughters) – Warner Bros. / First National

### Années 1940
- 1940 : Autant en emporte le vent (Gone with the Wind) – Selznick International Pictures (réalisé par Victor Fleming, États-Unis)
  - Au revoir Mr. Chips (Goodbye, Mr. Chips) – Metro-Goldwyn-Mayer
  - La Chevauchée fantastique (Stagecoach) – Walter Wanger[N 4]
  - Des souris et des hommes (Of Mice and Men) – Hal Roach[N 4]
  - Elle et lui (Love Affair) – RKO Radio
  - Les Hauts de Hurlevent (Wuthering Heights) – Samuel Goldwyn Productions
  - Le Magicien d'Oz (The Wizard of Oz) – Metro-Goldwyn-Mayer
  - Monsieur Smith au Sénat (Mr. Smith Goes to Washington) – Columbia
  - Ninotchka – Metro-Goldwyn-Mayer
  - Victoire sur la nuit (Dark Victory) – Warner Bros. / First National
- 1941 : Rebecca – Selznick International Pictures (réalisé par Alfred Hitchcock, États-Unis)
  - Correspondant 17 (Foreign Correspondent) – Walter Wanger[N 4]
  - Le Dictateur (The Great Dictator) – Charles Chaplin Productions
  - L'Étrangère (All This, and Heaven Too) – Warner Bros.
  - Les Hommes de la mer (The Long Voyage Home) – Argosy Pictures / Walter Wanger
  - Indiscrétions (The Philadelphia Story) – Metro-Goldwyn-Mayer
  - Kitty Foyle (Kitty Foyle: The Natural History of a Woman) – RKO Radio
  - La Lettre (The Letter) – Warner Bros.
  - Les Raisins de la colère (The Grapes of Wrath) – 20th Century Fox
  - Une petite ville sans histoire (Our Town) – Sol Lesser[N 4]

La récompense est renommée Outstanding Motion Picture.
- 1942 : Qu'elle était verte ma vallée (How Green Was My Valley) – 20th Century Fox (réalisé par John Ford, États-Unis)
  - Citizen Kane – Mercury (en)
  - Le Défunt récalcitrant (Here Comes Mr. Jordan) – Columbia
  - Le Faucon maltais (The Maltese Falcon) – Warner Bros.
  - One Foot in Heaven – Warner Bros.
  - Les Oubliés (Blossoms in the Dust) – Metro-Goldwyn-Mayer
  - Par la porte d'or (Hold Back the Dawn) – Paramount
  - Sergent York (Sergeant York) – Warner Bros.
  - Soupçons (Suspicion) – RKO Radio
  - La Vipère (The Little Foxes) – Samuel Goldwyn Productions
- 1943 : Madame Miniver (Mrs. Miniver) – Metro-Goldwyn-Mayer (réalisé par William Wyler, États-Unis)
  - 49e Parallèle[N 5] (49th Parallel) – Ortus
  - Crimes sans châtiment (Kings Row) – Warner Bros.
  - La Glorieuse Parade (Yankee Doodle Dandy) – Warner Bros.
  - La Justice des hommes (The Talk of the Town) – Columbia
  - The Pied Piper – 20th Century Fox
  - Prisonniers du passé (Random Harvest) – Metro-Goldwyn-Mayer
  - La Sentinelle du Pacifique (Wake Island) – Paramount
  - La Splendeur des Amberson (The Magnificent Ambersons) – Mercury
  - Vainqueur du destin (The Pride of the Yankees) – Samuel Goldwyn Productions
- 1944 : Casablanca – Warner Bros. (réalisé par Michael Curtiz, États-Unis)
  - Ceux qui servent en mer (In Which We Serve) – Two Cities
  - Le Chant de Bernadette (The Song of Bernadette) – 20th Century Fox
  - Le ciel peut attendre (Heaven Can Wait) – 20th Century Fox
  - Et la vie continue (The Human Comedy) – Metro-Goldwyn-Mayer
  - L'Étrange Incident (The Ox-Bow Incident) – 20th Century Fox
  - Madame Curie – Metro-Goldwyn-Mayer
  - Plus on est de fous (The More the Merrier) – Columbia
  - Pour qui sonne le glas (For Whom the Bell Tolls) – Paramount
  - Quand le jour viendra (Watch on the Rhine) – Warner Bros.

La récompense prend le nom de Best Motion Picture et le nombre de nominations est fixé à 5.
- 1945 : La Route semée d'étoiles (Going My Way) – Paramount Pictures (réalisé par Leo McCarey, États-Unis)
  - Assurance sur la mort (Double Indemnity) – Paramount
  - Depuis ton départ (Since You Went Away) – Selznick International Pictures
  - Hantise (Gaslight) – Metro-Goldwyn-Mayer
  - Wilson – 20th Century Fox
- 1946 : Le Poison (The Lost Weekend) – Paramount Pictures (réalisé par Billy Wilder, États-Unis)
  - Les Cloches de Sainte-Marie (The Bells of St. Mary's) – Rainbow Production
  - Escale à Hollywood (Anchors Aweigh) – Metro-Goldwyn-Mayer
  - La Maison du docteur Edwardes (Spellbound) – Selznick International Pictures
  - Le Roman de Mildred Pierce (Mildred Pierce) – Warner Bros.
- 1947 : Les Plus Belles Années de notre vie (The Best Years of Our Lives) – Samuel Goldwyn Studio (réalisé par William Wyler, États-Unis)
  - Le Fil du rasoir (The Razor's Edge) – 20th Century Fox
  - Henry V (The Chronicle History of King Henry the Fift with His Battell Fought at Agincourt in France) – J. Arthur Rank / Two Cities Films
  - Jody et le Faon (The Yearling) – Metro-Goldwyn-Mayer
  - La vie est belle (It's a Wonderful Life) – Liberty Films
- 1948 : Le Mur invisible (Gentleman's Agreement) – 20th Century Fox réalisé par Elia Kazan, États-Unis)
  - Feux croisés (Crossfire) – RKO Radio
  - Les Grandes Espérances (Great Expectations) – J. Arthur Rank / Cineguild
  - Honni soit qui mal y pense (The Bishop's Wife) – Samuel Goldwyn Productions
  - Le Miracle de la 34e rue (Miracle on 34th Street) – 20th Century Fox
- 1949 : Hamlet – J. Arthur Rank / Two Cities Films (réalisé par Laurence Olivier,  Royaume-Uni)
  - Johnny Belinda – Warner Bros.
  - Les Chaussons rouges (The Red Shoes) – J. Arthur Rank Archers[N 6]
  - La Fosse aux serpents (The Snake Pit) – 20th Century Fox
  - Le Trésor de la Sierra Madre (The Treasure of the Sierra Madre) – Warner Bros.

### Années 1950
- 1950 : Les Fous du roi (All the King's Men) – Robert Rossen Productions (réalisé par Robert Rossen, États-Unis)
  - Bastogne (Battleground) – Metro-Goldwyn-Mayer
  - Chaînes conjugales (A Letter to Three Wives) – 20th Century Fox
  - L'Héritière (The Heiress) – Paramount
  - Un homme de fer (Twelve O'Clock High) – 20th Century Fox
- 1951 : Ève (All about Eve) – 20th Century Fox (réalisé par Joseph L. Mankiewicz, États-Unis)
  - Boulevard du crépuscule (Sunset Blvd.) – Paramount
  - Comment l'esprit vient aux femmes (Born Yesterday) – Columbia
  - Les Mines du roi Salomon (King Solomon's Mines) – Metro-Goldwyn-Mayer
  - Le Père de la mariée (Father of the Bride) – Metro-Goldwyn-Mayer

À partir de 1952, les producteurs sont nommés à la place des studios. Cependant lors de la remise du prix, les noms des sociétés de productions sont indiqués.
- 1952 : Un Américain à Paris (An American in Paris) – Arthur Freed (réalisé par Vincente Minnelli, États-Unis)
  - Quo Vadis – Sam Zimbalist
  - Le Traître (Decision Before Dawn) – Anatole Litvak et Frank McCarthy
  - Un tramway nommé Désir (A Streetcar Named Desire) – Charles K. Feldman
  - Une place au soleil (A Place in the Sun) – George Stevens
- 1953 : Sous le plus grand chapiteau du monde (The Greatest Show on Earth) – Cecil B. DeMille (réalisé par Cecil B. DeMille, États-Unis)
  - L'Homme tranquille (The Quiet Man) – John Ford et Merian C. Cooper
  - Ivanhoé (Ivanhoe) – Pandro S. Berman
  - Moulin Rouge – Romulus Films[N 7]
  - Le train sifflera trois fois (High Noon) – Stanley Kramer
- 1954 : Tant qu'il y aura des hommes (From Here to Eternity) – Buddy Adler (réalisé par Fred Zinnemann, États-Unis)
  - L'Homme des vallées perdues (Shane) – George Stevens
  - Jules César (Julius Caesar) – John Houseman
  - La Tunique (The Robe) – Frank Ross
  - Vacances romaines (Roman Holiday) – William Wyler
- 1955 : Sur les quais (On the Waterfront) – Sam Spiegel (réalisé par Elia Kazan, États-Unis)
  - La Fontaine des amours (Three Coins in the Fountain) – Sol C. Siegel
  - Ouragan sur le Caine (The Caine Mutiny) – Stanley Kramer
  - Les Sept Femmes de Barbe-Rousse (Seven Brides for Seven Brothers) – Jack Cummings
  - Une fille de la province (The Country Girl) – William Perlberg
- 1956 : Marty – Harold Hecht (réalisé par Delbert Mann, États-Unis)
  - La Colline de l'adieu (Love Is a Many-Splendored Thing) – Buddy Adler
  - Permission jusqu'à l'aube (Mister Roberts) – Leland Hayward
  - Picnic – Fred Kohlmar
  - La Rose tatouée (The Rose Tattoo) – Hal B. Wallis
- 1957 : Le Tour du monde en quatre-vingts jours (Around the World in 80 Days) – Michael Todd (réalisé par Michael Anderson,  Royaume-Uni)
  - Les Dix Commandements (The Ten Commandments) – Cecil B. DeMille
  - Géant (Giant) – George Stevens et Henry Ginsberg (en)
  - La Loi du Seigneur (Friendly Persuasion) – William Wyler
  - Le Roi et moi (The King and I) – Charles Brackett
- 1958 : Le Pont de la rivière Kwaï (The Bridge on the River Kwai) – Sam Spiegel (réalisé par David Lean,  Royaume-Uni)
  - Douze Hommes en colère (12 Angry Men) – Henry Fonda et Reginald Rose
  - Les Plaisirs de l'enfer (Peyton Place) – Jerry Wald
  - Sayonara – William Goetz
  - Témoin à charge (Witness for the Prosecution) – Arthur Hornblow Jr.
- 1959 : Gigi – Arthur Freed (réalisé par Vincente Minnelli, États-Unis)
  - La Chaîne (The Defiant Ones) – Stanley Kramer
  - La Chatte sur un toit brûlant (Cat on a Hot Tin Roof) – Lawrence Weingarten
  - Ma tante (Auntie Mame) – Warner Bros[N 8].
  - Tables séparées (Separate Tables) – Harold Hecht

### Années 1960
- 1960 : Ben-Hur – Sam Zimbalist (réalisé par William Wyler, États-Unis)
  - Au risque de se perdre (The Nun's Story) – Henry Blanke
  - Autopsie d'un meurtre (Anatomy of a Murder) – Otto Preminger
  - Les Chemins de la haute ville (Room at the Top) – John et James Woolf
  - Le Journal d'Anne Frank (The Diary of Anne Frank) – George Stevens
- 1961 : La Garçonnière (The Apartment) – Billy Wilder (réalisé par Billy Wilder, États-Unis)
  - Alamo (The Alamo) – John Wayne
  - Amants et Fils (Sons and Lovers) – Jerry Wald
  - Elmer Gantry le charlatan (Elmer Gantry) – Bernard Smith
  - Horizons sans frontières (The Sundowners) – Fred Zinnemann
- 1962 : West Side Story – Robert Wise (réalisé par Robert Wise et Jerome Robbins, États-Unis)
  - L'Arnaqueur (The Hustler) – Robert Rossen
  - Les Canons de Navarone (The Guns of Navarone) – Carl Foreman
  - Fanny – Joshua Logan
  - Jugement à Nuremberg (Judgment at Nuremberg) – Stanley Kramer

La récompense est renommée Best Picture, son nom actuel.
- 1963 : Lawrence d'Arabie (Lawrence of Arabia) – Sam Spiegel (réalisé par David Lean,  Royaume-Uni)
  - Du silence et des ombres (To Kill a Mockingbird) – Alan J. Pakula
  - Le Jour le plus long (The Longest Day) – Darryl F. Zanuck
  - The Music Man (Meredith Willson's The Music Man) – Morton DaCosta
  - Les Révoltés du Bounty (Mutiny on the Bounty) – Aaron Rosenberg
- 1964 : Tom Jones – Tony Richardson (réalisé par Tony Richardson,  Royaume-Uni)
  - America, America – Elia Kazan
  - Cléopâtre (Cleopatra) – Walter Wanger
  - La Conquête de l'Ouest (How the West Was Won) – Bernard Smith
  - Le Lys des champs (Lilies of the Field) – Ralph Nelson
- 1965 : My Fair Lady – Jack Warner (réalisé par George Cukor, États-Unis)
  - Becket – Hal B. Wallis
  - Docteur Folamour (Dr Strangelove or: How I Learned to Stop Worrying and Love the Bomb) – Stanley Kubrick
  - Mary Poppins – Walt Disney et Bill Walsh
  - Zorba le Grec (Alexis Zorbas) – Michel Cacoyannis
- 1966 : La Mélodie du bonheur (The Sound of Music) – Robert Wise (réalisé par Robert Wise, États-Unis)
  - Darling chérie – Joseph Janni
  - Des clowns par milliers (A Thousand Clowns) – Fred Coe
  - Le Docteur Jivago (Doctor Zhivago) – Carlo Ponti
  - La Nef des fous (Ship of Fools) – Stanley Kramer
- 1967 : Un homme pour l'éternité (A Man for All Seasons) – Fred Zinnemann (réalisé par Fred Zinnemann,  Royaume-Uni)
  - Alfie le dragueur (Alfie) – Lewis Gilbert
  - La Canonnière du Yang-Tsé (The Sand Pebbles) – Robert Wise
  - Qui a peur de Virginia Woolf ? (Who's Afraid of Virginia Woolf?) – Ernest Lehman
  - Les Russes arrivent (The Russians Are Coming the Russians Are Coming) – Norman Jewison
- 1968 : Dans la chaleur de la nuit (In the Heat of the Night) – Walter Mirisch (réalisé par Norman Jewison, États-Unis)
  - Bonnie et Clyde (Bonnie and Clyde) – Warren Beatty
  - Devine qui vient dîner... (Guess Who's Coming to Dinner) – Stanley Kramer
  - L'Extravagant Docteur Dolittle (Doctor Dolittle) – Arthur P. Jacobs
  - Le Lauréat (The Graduate) – Lawrence Turman
- 1969 : Oliver ! – John Woolf (réalisé par Carol Reed,  Royaume-Uni)
  - Funny Girl – Ray Stark
  - Le Lion en hiver (The Lion in Winter) – Martin Poll (en)
  - Rachel, Rachel – Paul Newman
  - Roméo et Juliette (Romeo e Giulietta) – Anthony Havelock-Allan et John Brabourne (réalisé par Franco Zeffirelli,  Italie,  Royaume-Uni)

### Années 1970
- 1970 : Macadam Cowboy (Midnight Cowboy) – Jerome Hellman (réalisé par John Schlesinger, États-Unis)
  - Anne des mille jours (Anne of the Thousand Days) – Hal B. Wallis
  - Butch Cassidy et le Kid (Butch Cassidy and the Sundance Kid) – John Foreman
  - Hello, Dolly ! – Ernest Lehman
  - Z – Jacques Perrin et Ahmed Rachedi
- 1971 : Patton – Frank McCarthy (réalisé par Franklin J. Schaffner, États-Unis)
  - Airport – Ross Hunter
  - Cinq Pièces faciles (Five Easy Pieces) – Bob Rafelson et Richard Wechsler (de)
  - Love Story – Howard G. Minsky (en)
  - M*A*S*H – Ingo Preminger
- 1972 : French Connection (The French Connection) – Philip D'Antoni (réalisé par William Friedkin, États-Unis)
  - La Dernière Séance (The Last Picture Show) – Peter Bogdanovich
  - Nicolas et Alexandra (Nicholas and Alexandra) – Sam Spiegel
  - Orange mécanique (A Clockwork Orange) – Stanley Kubrick
  - Un violon sur le toit (Fiddler on the Roof) – Norman Jewison
- 1973 : Le Parrain (The Godfather) – Albert S. Ruddy (réalisé par Francis Ford Coppola, États-Unis)
  - Cabaret – Cy Feuer (en)
  - Délivrance (Deliverance) – John Boorman
  - Les Émigrants (Utvandrarna) – Bengt Forslund
  - Sounder – Robert B. Radnitz (en)
- 1974 : L'Arnaque (The Sting) – Tony Bill, Michael Phillips et Julia Phillips (réalisé par George Roy Hill, États-Unis)
  - American Graffiti –(réalisé par George Lucas), produit par Francis Ford Coppola coproducteur Gary Kurtz
  - Cris et Chuchotements (Viskningar och rop) – Ingmar Bergman
  - L'Exorciste (The Exorcist) – William Peter Blatty
  - Une maîtresse dans les bras, une femme sur le dos (A Touch of Class) – Melvin Frank
- 1975 : Le Parrain 2 (The Godfather Part II) – Francis Ford Coppola, coproduit par Gray Frederickson et Fred Roos (réalisé par Francis Ford Coppola, États-Unis)
  - Chinatown – Robert Evans
  - Conversation secrète (The Conversation) – Francis Ford Coppola, coproduit par Fred Roos
  - Lenny – Marvin Worth (en)
  - La Tour infernale (The Towering Inferno) – Irwin Allen
- 1976 : Vol au-dessus d'un nid de coucou (One Flew over the Cuckoo's Nest) – Saul Zaentz et Michael Douglas (réalisé par Miloš Forman, États-Unis)
  - Barry Lyndon – Stanley Kubrick
  - Les Dents de la mer (Jaws) – Richard D. Zanuck et David Brown
  - Nashville – Robert Altman
  - Un après-midi de chien (Dog Day Afternoon) – Martin Bregman et Martin Elfand (en)
- 1977 : Rocky – Irwin Winkler et Robert Chartoff (réalisé par John G. Avildsen, États-Unis)
  - En route pour la gloire (Bound for Glory) – Robert F. Blumofe (en) et Harold Leventhal (en)
  - Les Hommes du président (All the President's Men) – Walter Coblenz (de)
  - Network : Main basse sur la télévision (Network) – Howard Gottfried (en)
  - Taxi Driver – Michael Phillips et Julia Phillips
- 1978 : Annie Hall – Charles H. Joffe (réalisé par Woody Allen, États-Unis)
  - Julia – Richard Roth
  - Star Wars[N 9] – Gary Kurtz
  - Adieu, je reste (The Goodbye Girl) – Ray Stark
  - Le Tournant de la vie (The Turning Point) – Herbert Ross et Arthur Laurents
- 1979 : Voyage au bout de l'enfer (The Deer Hunter) – Barry Spikings, Michael Deeley, Michael Cimino et John Peverall (réalisé par Michael Cimino, États-Unis)
  - Le ciel peut attendre (Heaven Can Wait) – Warren Beatty
  - Une femme libre (An Unmarried Woman) – Paul Mazursky et Anthony Ray (en)
  - Midnight Express – Alan Marshall et David Puttnam
  - Retour (Coming Home) – Jerome Hellman

### Années 1980
- 1980 : Kramer contre Kramer (Kramer vs. Kramer) – Stanley R. Jaffe (réalisé par Robert Benton, États-Unis)
  - Apocalypse Now – Francis Ford Coppola, coproduit par Fred Roos, Gray Frederickson et Tom Sternberg (de)
  - La Bande des quatre (Breaking Away) – Peter Yates
  - Norma Rae – Tamara Asseyev (de) et Alexandra Rose (de)
  - Que le spectacle commence (All That Jazz) – Robert Alan Aurthur
- 1981 : Des gens comme les autres (Ordinary People) – Ronald L. Schwary (réalisé par Robert Redford, États-Unis)
  - Elephant Man (The Elephant Man) – Jonathan Sanger (en)
  - Nashville Lady (Coal Miner's Daughter) – Bernard Schwartz (en)
  - Raging Bull – Irwin Winkler et Robert Chartoff
  - Tess – Claude Berri, coproduit par Timothy Burrill (de)
- 1982 : Les Chariots de feu (Chariots of Fire) – David Puttnam (réalisé par Hugh Hudson,  Royaume-Uni)
  - Atlantic City – Denis Héroux et John Kemeny (en)
  - Les Aventuriers de l'arche perdue (Raiders of the Lost Ark) – Frank Marshall
  - La Maison du lac (On Golden Pond) – Bruce Gilbert (de)
  - Reds – Warren Beatty
- 1983 : Gandhi – Richard Attenborough (réalisé par Richard Attenborough,  Royaume-Uni)
  - E.T., l'extra-terrestre (E.T.: The Extra-Terrestrial) – Steven Spielberg et Kathleen Kennedy
  - Missing – Edward Lewis et Mildred Lewis (de)
  - Tootsie – Sydney Pollack et Dick Richards
  - Le Verdict (The Verdict) – Richard D. Zanuck et David Brown
- 1984 : Tendres Passions (Terms of Endearment) – James L. Brooks (réalisé par James L. Brooks, États-Unis)
  - Les Copains d'abord (The Big Chill) – Michael Shamberg
  - L'Étoffe des héros (The Right Stuff) – Irwin Winkler et Robert Chartoff
  - L'Habilleur (The Dresser) – Peter Yates
  - Tendre Bonheur (Tender Mercies) – Philip Hobel (de)
- 1985 : Amadeus – Saul Zaentz (réalisé par Miloš Forman, États-Unis)
  - A Soldier's Story – Norman Jewison, Ronald L. Schwary et Patrick J. Palmer (de)
  - La Déchirure (The Killing Fields) – David Puttnam
  - La Route des Indes (A Passage to India) – John Brabourne et Richard Goodwin
  - Les Saisons du cœur (Places in the Heart) – Arlene Donovan (de)
- 1986 : Out of Africa – Sydney Pollack (réalisé par Sydney Pollack, États-Unis /  Royaume-Uni)
  - Le Baiser de la femme araignée (Beijo da mulher aranha) – David Weisman
  - La Couleur pourpre (The Color Purple) – Steven Spielberg, Kathleen Kennedy, Frank Marshall et Quincy Jones
  - L'Honneur des Prizzi (Prizzi's Honor) – John Foreman
  - Witness – Edward S. Feldman (en)
- 1987 : Platoon – Arnold Kopelson (réalisé par Oliver Stone, États-Unis)
  - Chambre avec vue (A Room with a View) – Ismail Merchant
  - Les Enfants du silence (Children of a Lesser God) – Burt Sugarman (en) et Patrick J. Palmer (de)
  - Hannah et ses sœurs (Hannah and Her Sisters) – Robert Greenhut (en)
  - Mission (The Mission) – Fernando Ghia (en) et David Puttnam
- 1988 : Le Dernier Empereur (L’ultimo imperatore) – Jeremy Thomas (réalisé par Bernardo Bertolucci,  Italie,  Royaume-Uni,  Chine,  France)[2]
  - Broadcast News – James L. Brooks
  - Éclair de lune (Moonstruck) – Patrick J. Palmer (de) et Norman Jewison
  - Hope and Glory – John Boorman
  - Liaison fatale (Fatal Attraction) – Stanley R. Jaffe et Sherry Lansing
- 1989 : Rain Man – Mark Johnson (réalisé par Barry Levinson, États-Unis)
  - Les Liaisons dangereuses (Dangerous Liaisons) – Norma Heyman (en) et Hank Moonjean (en)
  - Mississippi Burning – Frederick Zollo (en) et Robert F. Colesberry
  - Voyageur malgré lui (The Accidental Tourist) – Lawrence Kasdan, Charles Okun (en) et Michael Grillo (de)
  - Working Girl – Douglas Wick

### Années 1990
- 1990 : Miss Daisy et son chauffeur (Driving Miss Daisy) – Richard D. Zanuck et Lili Zanuck (réalisé par Bruce Beresford, États-Unis)
  - Le Cercle des poètes disparus (Dead Poets Society) – Steven Haft (en), Paul Junger Witt (en) et Tony Thomas
  - Jusqu'au bout du rêve (Field of Dreams) – Lawrence Gordon et Charles Gordon (en)
  - My Left Foot (My Left Foot: The Story of Christy Brown) – Noel Pearson (en)
  - Né un 4 juillet (Born on the Fourth of July) – A. Kitman Ho (en) et Oliver Stone
- 1991 : Danse avec les loups (Dances With Wolves) – Jim Wilson et Kevin Costner (réalisé par Kevin Costner, États-Unis)
  - Les Affranchis (Goodfellas) – Irwin Winkler
  - L'Éveil (Awakenings) – Walter F. Parkes et Lawrence Lasker
  - Ghost – Lisa Weinstein (de)
  - Le Parrain 3 (The Godfather: Part III) – Francis Ford Coppola
- 1992 : Le Silence des agneaux (The Silence of the Lambs) – Edward Saxon, Kenneth Utt et Ronald M. Bozman (réalisé par Jonathan Demme, États-Unis)
  - La Belle et la Bête (Beauty and the Beast) – Don Hahn
  - Bugsy – Mark Johnson, Barry Levinson et Warren Beatty
  - JFK – A. Kitman Ho (en) et Oliver Stone
  - Le Prince des marées (The Prince of Tides) – Barbra Streisand et Andrew Karsch (en)
- 1993 : Impitoyable (Unforgiven) – Clint Eastwood (réalisé par Clint Eastwood, États-Unis)
  - The Crying Game – Stephen Woolley (en)
  - Des hommes d'honneur (A Few Good Men) – David Brown, Rob Reiner et Andrew Scheinman
  - Retour à Howards End (Howards End) – Ismail Merchant
  - Le Temps d'un week-end (Scent of a Woman) – Martin Brest
- 1994 : La Liste de Schindler (Schindler's List) – Steven Spielberg, Gerald R. Molen et Branko Lustig (réalisé par Steven Spielberg États-Unis)
  - Au nom du père (In the Name of the Father) – Jim Sheridan
  - Le Fugitif (The Fugitive) – Arnold Kopelson
  - La Leçon de piano (The Piano) – Jan Chapman
  - Les Vestiges du jour (The Remains of the Day) – Mike Nichols, John Calley et Ismail Merchant
- 1995 : Forrest Gump – Wendy Finerman, Steve Tisch et Steve Starkey (réalisé par Robert Zemeckis, États-Unis)
  - Les Évadés (The Shawshank Redemption) – Niki Marvin (en)
  - Pulp Fiction – Quentin Tarantino
  - Quatre Mariages et un enterrement (Four Weddings and a Funeral) – Duncan Kenworthy (en)
  - Quiz Show – Robert Redford, Michael Jacobs, Julian Krainin (en) et Michael Nozik (en)
- 1996 : Braveheart – Mel Gibson, Alan Ladd Jr. et Bruce Davey (réalisé par Mel Gibson, États-Unis)
  - Apollo 13 – Brian Grazer
  - Babe, le cochon devenu berger (Babe) – George Miller, Doug Mitchell et Bill Miller
  - Le Facteur (Il postino) – Mario Cecchi Gori, Vittorio Cecchi Gori et Gaetano Daniele (en)
  - Raison et Sentiments (Sense and Sensibility) – Lindsay Doran (en)
- 1997 : Le Patient anglais (The English Patient) – Saul Zaentz (réalisé par Anthony Minghella, États-Unis /  Royaume-Uni)
  - Fargo – Ethan Coen
  - Jerry Maguire – James L. Brooks, Laurence Mark (en), Richard Sakai et Cameron Crowe
  - Secrets et Mensonges (Secrets & Lies) – Simon Channing Williams (en)
  - Shine – Jane Scott (en)
- 1998 : Titanic, produit par James Cameron et Jon Landau, réalisé par James Cameron
  - The Full Monty - Le Grand Jeu (The Full Monty)
  - L.A. Confidential
  - Pour le pire et pour le meilleur (As Good as It Gets)
  - Will Hunting (Good Will Hunting)
- 1999 : Shakespeare in Love – David Parfitt, Donna Gigliotti, Harvey Weinstein, Edward Zwick et Marc Norman (réalisé par John Madden, États-Unis /  Royaume-Uni)
  - Elizabeth – Alison Owen, Eric Fellner et Tim Bevan
  - Il faut sauver le soldat Ryan (Saving Private Ryan) – Steven Spielberg, Ian Bryce, Mark Gordon et Gary Levinsohn (en)
  - La Ligne rouge (The Thin Red Line) – Robert Michael Geisler (de), John Roberdeau (de) et Grant Hill
  - La vie est belle (La vita è bella) – Elda Ferri et Gianluigi Braschi

### Années 2000
- 2000 : American Beauty – Bruce Cohen et Dan Jinks (réalisé par Sam Mendes, États-Unis)
  - L'Œuvre de Dieu, la part du Diable (The Cider House Rules) – Richard N. Gladstein
  - La Ligne verte (The Green Mile) – David Valdes et Frank Darabont
  - Révélations (The Insider) – Michael Mann et Pieter Jan Brugge
  - Sixième Sens (The Sixth Sense) – Frank Marshall, Kathleen Kennedy et Barry Mendel
- 2001 : Gladiator – Douglas Wick, David Franzoni et Branko Lustig (réalisé par Ridley Scott, États-Unis /  Royaume-Uni)
  - Le Chocolat (Chocolat) – David Brown, Kit Golden (de) et Leslie Holleran (de)
  - Erin Brockovich, seule contre tous (Erin Brockovich) – Danny DeVito, Michael Shamberg et Stacey Sher
  - Tigre et Dragon (Wo hu cang long) – William Kong, Hsu Li-kong (en) et Ang Lee
  - Traffic – Edward Zwick, Marshall Herskovitz et Laura Bickford (en)
- 2002 : Un homme d'exception (A Beautiful Mind) – Brian Grazer et Ron Howard (réalisé par Ron Howard États-Unis)
  - Gosford Park – Robert Altman, Bob Balaban et David Levy
  - In the Bedroom – Graham Leader (de), Ross Katz et Todd Field
  - Moulin Rouge (Moulin Rouge!) – Martin Brown (de), Baz Luhrmann et Fred Baron (en)
  - Le Seigneur des anneaux : La Communauté de l'anneau (The Lord of the Rings: The Fellowship of the Ring) – Peter Jackson, Fran Walsh et Barrie M. Osborne
- 2003 : Chicago – Martin Richards (réalisé par Rob Marshall, États-Unis)
  - Gangs of New York – Alberto Grimaldi et Harvey Weinstein
  - The Hours – Scott Rudin et Robert Fox (en)
  - Le Pianiste (The Pianist) – Roman Polanski, Robert Benmussa et Alain Sarde
  - Le Seigneur des anneaux : Les Deux Tours (The Lord of the Rings: The Two Towers) – Barrie M. Osborne, Fran Walsh et Peter Jackson
- 2004 : Le Seigneur des anneaux : Le Retour du roi (The Lord of the Rings: The Return of the King) – Barrie M. Osborne, Peter Jackson et Fran Walsh (réalisé par Peter Jackson, États-Unis /  Nouvelle-Zélande)
  - Lost in Translation – Ross Katz et Sofia Coppola
  - Master and Commander : De l'autre côté du monde (Master and Commander: The Far Side of the World) – Samuel Goldwyn Jr. (en), Peter Weir et Duncan Henderson
  - Mystic River – Robert Lorenz, Judie Hoyt (de) et Clint Eastwood
  - Pur Sang, la légende de Seabiscuit (Seabiscuit) – Kathleen Kennedy, Frank Marshall et Gary Ross
- 2005 : Million Dollar Baby – Clint Eastwood, Tom Rosenberg et Albert S. Ruddy (réalisé par Clint Eastwood, États-Unis)
  - Aviator (The Aviator) – Michael Mann et Graham King
  - Neverland (Finding Neverland) – Richard N. Gladstein et Nellie Bellflower
  - Ray – Taylor Hackford, Stuart Benjamin (en) et Howard Baldwin (en)
  - Sideways – Michael London (en)
- 2006 : Collision (Crash) – Paul Haggis et Cathy Schulman (réalisé par Paul Haggis, États-Unis)
  - Good Night and Good Luck (Good Night, and Good Luck.) – Grant Heslov
  - Munich – Kathleen Kennedy, Steven Spielberg et Barry Mendel
  - Le Secret de Brokeback Mountain (Brokeback Mountain) – Diana Ossana et James Schamus
  - Truman Capote (Capote) – Caroline Baron, William Vince (en) et Michael Ohoven (en)
- 2007 : Les Infiltrés (The Departed) – Graham King
  - Babel – Alejandro González Iñárritu, Jon Kilik et Steve Golin
  - Lettres d'Iwo Jima (Letters from Iwo Jima) – Clint Eastwood, Robert Lorenz et Steven Spielberg
  - Little Miss Sunshine – David T. Friendly, Peter Saraf et Marc Turtletaub
  - The Queen – Andy Harries, Christine Langan (en) et Tracey Seaward
- 2008 : No Country for Old Men – Scott Rudin, Joel et Ethan Coen (réalisé par Joel et Ethan Coen, États-Unis)
  - Juno – Lianne Halfon (de), Mason Novick et Russell smith (de)
  - Michael Clayton – Sydney Pollack, Jennifer Fox et Kerry Orent (de)
  - Reviens-moi (Atonement) – Tim Bevan, Eric Fellner et Paul Webster (en)
  - There Will Be Blood – JoAnne Sellar (en), Paul Thomas Anderson et Daniel Lupi (en)
- 2009 : Slumdog Millionaire – Christian Colson (réalisé par Danny Boyle,  Royaume-Uni)
  - L'Étrange Histoire de Benjamin Button (The Curious Case of Benjamin Button) – Kathleen Kennedy, Frank Marshall et Ceán Chaffin
  - Frost/Nixon : L'Heure de vérité (Frost/Nixon) – Brian Grazer, Ron Howard et Eric Fellner
  - Harvey Milk (Milk) – Dan Jinks et Bruce Cohen
  - The Reader – Anthony Minghella, Sydney Pollack, Donna Gigliotti et Redmond Morris

### Années 2010
Le nombre de nominations passe à 10.
- 2010 : Démineurs (The Hurt Locker) – Kathryn Bigelow, Mark Boal, Nicolas Chartier et Greg Shapiro (réalisé par Kathryn Bigelow, États-Unis)
  - Avatar – James Cameron et Jon Landau
  - The Blind Side – Gil Netter, Andrew A. Kosove et Broderick Johnson
  - District 9 – Peter Jackson et Carolynne Cunningham (en)
  - Une éducation (An Education) – Finola Dwyer (en) et Amanda Posey (en)
  - Inglourious Basterds – Lawrence Bender et Quentin Tarantino
  - Là-haut (Up) – Jonas Rivera
  - Precious (Precious: Based on the Novel 'Push' by Sapphire) – Lee Daniels, Sarah Siegel-Magness (de) et Gary Magness (en)
  - A Serious Man – Joel et Ethan Coen
  - In the Air (Up in the Air) – Daniel Dubiecki, Ivan Reitman et Jason Reitman
- 2011 : Le Discours d'un roi (The King's Speech) – Iain Canning, Emile Sherman et Gareth Unwin (réalisé par Tom Hooper  Royaume-Uni)
  - 127 Heures (127 Hours) – Christian Colson, Danny Boyle et John Smithson
  - Black Swan – Mike Medavoy, Brian Oliver et Scott Franklin (en)
  - Fighter (The Fighter) – David Hoberman, Todd Lieberman (en) et Mark Wahlberg
  - Inception – Emma Thomas et Christopher Nolan
  - Tout va bien ! The Kids Are All Right (The Kids Are All Right) –Gary Gilbert (en), Jeff Levy-Hinte (en) et Celine Rattray (en)
  - The Social Network – Scott Rudin, Dana Brunetti, Michael De Luca et Ceán Chaffin
  - Toy Story 3 – Darla K. Anderson
  - True Grit – Scott Rudin, Joel et Ethan Coen
  - Winter's Bone – Anne Rosellini et Alix Madigan (en)

À partir de 2012, le nombre de nominations fluctue entre 5 et 10.
- 2012 : The Artist – Thomas Langmann (réalisé par Michel Hazanavicius,  France)
  - The Descendants – Jim Burke (en), Alexander Payne et Jim Taylor
  - Extrêmement fort et incroyablement près (Extremely Loud and Incredibly Close) – Scott Rudin
  - La Couleur des sentiments (The Help) – Brunson Green (en), Chris Columbus et Michael Barnathan (en)
  - Hugo Cabret (Hugo) – Graham King et Martin Scorsese
  - Minuit à Paris (Midnight in Paris) – Letty Aronson (en) et Stephen Tenenbaum (en)
  - Le Stratège (Moneyball) – Michael De Luca, Rachael Horovitz (en) et Brad Pitt
  - The Tree of Life – Sarah Green, Bill Pohlad (en), Dede Gardner et Grant Hill
  - Cheval de guerre (War Horse) – Steven Spielberg et Kathleen Kennedy
- 2013 : Argo – Grant Heslov, Ben Affleck et George Clooney (réalisé par Ben Affleck, États-Unis)
  - Amour – Margaret Menegoz, Stefan Arndt, Veit Heiduschka et Michael Katz
  - Les Bêtes du Sud sauvage (Beasts of the Southern Wild) – Dan Janvey, Josh Penn et Michael Gottwald
  - Django Unchained – Stacey Sher, Reginald Hudlin et Pilar Savone
  - Happiness Therapy (Silver Linings Playbook) – Donna Gigliotti, Bruce Cohen et Jonathan Gordon
  - Lincoln – Steven Spielberg et Kathleen Kennedy
  - Les Misérables – Tim Bevan, Eric Fellner, Debra Hayward et Cameron Mackintosh
  - L'Odyssée de Pi (Life Of Pi) – Gil Netter, Ang Lee et David Womark
  - Zero Dark Thirty – Mark Boal, Kathryn Bigelow et Megan Ellison
- 2014 : Twelve Years a Slave – Brad Pitt, Dede Gardner, Jeremy Kleiner, Steve McQueen et Anthony Katagas (réalisé par Steve McQueen, États-Unis /  Royaume-Uni)
  - American Bluff (American Hustle) – Charles Roven, Richard Suckle, Megan Ellison et Jonathan Gordon
  - Capitaine Phillips (Captain Phillips) – Scott Rudin, Dana Brunetti et Michael De Luca
  - Dallas Buyers Club – Robbie Brenner et Rachel Winter
  - Gravity – Alfonso Cuarón et David Heyman
  - Her – Megan Ellison, Spike Jonze et Vincent Landay
  - Le Loup de Wall Street (The Wolf of Wall Street) – Riza Aziz, Leonardo DiCaprio, Joey McFarland et Martin Scorsese
  - Nebraska – Albert Berger et Ron Yerxa
  - Philomena – Gabrielle Tana, Steve Coogan et Tracey Seaward
- 2015 : Birdman – Alejandro González Iñárritu, John Lesher et James W. Skotchdopole (réalisé par Alejandro González Iñárritu, États-Unis)
  - American Sniper – Bradley Cooper, Clint Eastwood, Andrew Lazar, Robert Lorenz et Peter Morgan
  - Boyhood – Cathleen Sutherland et Richard Linklater
  - The Grand Budapest Hotel – Wes Anderson, Steven M. Rales, Jeremy Dawson et Scott Rudin
  - Imitation Game (The Imitation Game) – Nora Grossman, Ido Ostrowsky et Teddy Schwarzman
  - Selma – Oprah Winfrey, Dede Gardner, Jeremy Kleiner et Christian Colson
  - Une merveilleuse histoire du temps (The Theory of Everything) – Tim Bevan, Lisa Bruce, Eric Fellner et Anthony McCarten
  - Whiplash – David Lancaster, Jason Blum et Helen Estabrook
- 2016 : Spotlight – Michael Sugar, Steve Golin, Nicole Rocklin et Blye Pagon Faust (réalisé par Tom McCarthy, États-Unis)
  - The Big Short : Le Casse du siècle (The Big Short) – Brad Pitt, Dede Gardner et Jeremy Kleiner
  - Brooklyn – Finola Dwyer (en) et Amanda Posey (en)
  - Mad Max: Fury Road – Doug Mitchell (en) et George Miller
  - Le Pont des espions (Bridge of Spies) – Steven Spielberg, Marc Platt et Kristie Macosko Krieger (en)
  - The Revenant – Arnon Milchan, Steve Golin, Alejandro González Iñárritu, Mary Parent (en) et Keith Redmon (en)
  - Room – Ed Guiney (en)
  - Seul sur Mars (The Martian) – Simon Kinberg, Ridley Scott, Michael Schaefer (en) et Mark Huffam (en)
- 2017 : Moonlight – Dede Gardner, Jeremy Kleiner et Adele Romanski (réalisé par Barry Jenkins, États-Unis)
  - Comancheria (Hell or High Water) – Carla Hacken (en), Julie Yorn (en)
  - Fences – Todd Black (en), Scott Rudin, Denzel Washington
  - Les Figures de l'ombre (Hidden Figures) – Peter Chernin, Donna Gigliotti, Theodore Melfi, Jenno Topping (en), Pharrell Williams
  - La La Land – Fred Berger (en), Jordan Horowitz (en), Marc Platt
  - Lion – Iain Canning,Angie Fielder (en), Emile Sherman
  - Manchester by the Sea – Lauren Beck (en), Matt Damon, Kimberly Steward (en), Chris Moore (en), Kevin J. Walsh (en)
  - Premier Contact (Arrival) – Shawn Levy, Dan Levine (en), Aaron Ryder, David Linde
  - Tu ne tueras point (Hacksaw Ridge) – Bill Mechanic (en), David Permut (en)
- 2018 : La Forme de l'eau (The Shape of Water) – Guillermo del Toro et J. Miles Dale (en)
  - Call Me by Your Name – Peter Spears, Luca Guadagnino, Emilie Georges et Marco Morabito
  - Les Heures sombres (Darkest Hour) Tim Bevan, Eric Fellner, Lisa Bruce, Anthony McCarten et Douglas Urbanski
  - Dunkerque – Emma Thomas et Christopher Nolan
  - Get Out – Sean McKittrick, Jason Blum, Edward H. Hamm Jr. et Jordan Peele
  - Lady Bird – Scott Rudin, Eli Bush et Evelyn O'Neill
  - Pentagon Papers (The Post) – Amy Pascal, Steven Spielberg et Kristie Macosko Krieger
  - Phantom Thread – Joanne Sellar, Paul Thomas Anderson, Megan Ellison et Daniel Lupi
  - Three Billboards – Graham Broadbent, Peter Czernin et Martin McDonagh
- 2019 : Green Book – Jim Burke (en), Charles B. Wessler (en), Brian Hayes Currie (de), Peter Farrelly et Nick Vallelonga
  - Black Panther – Kevin Feige
  - BlacKkKlansman – Sean McKittrick (en), Jason Blum, Raymond Mansfield (de), Jordan Peele et Spike Lee
  - Bohemian Rhapsody – Graham King
  - La Favorite – Ceci Dempsey (de), Ed Guiney (en), Lee Magiday (de) et Yórgos Lánthimos
  - Roma – Gabriela Rodríguez (en) et Alfonso Cuarón
  - A Star Is Born – Bill Gerber (en), Bradley Cooper et Lynette Howell Taylor (en)
  - Vice – Dede Gardner, Jeremy Kleiner, Adam McKay et Kevin Messick (en)

### Années 2020
- 2020 : Parasite – Kwak Sin-ae et Bong Joon-ho (réalisé par Bong Joon-ho,  Corée du Sud)
  - Le Mans 66 (Ford v. Ferrari) – Peter Chernin, Jenno Topping (en) et James Mangold
  - The Irishman – Martin Scorsese, Robert De Niro, Jane Rosenthal et Emma Tillinger Koskoff (en)
  - Jojo Rabbit – Carthew Neal et Taika Waititi
  - Joker – Todd Phillips, Bradley Cooper et Emma Tillinger Koskoff (en)
  - Les Filles du docteur March (Little Women) – Amy Pascal
  - Marriage Story – Noah Baumbach et David Heyman
  - 1917 – Sam Mendes, Pippa Harris (en), Jayne-Ann Tenggren (de) et Callum McDougall (de)
  - Once Upon a Time… in Hollywood – David Heyman, Shannon McIntosh (en) et Quentin Tarantino

- 2021 : Nomadland – Frances McDormand, Peter Spears, Mollye Asher (de), Dan Janvey et Chloé Zhao
  - The Father – David Parfitt, Jean-Louis Livi et Philippe Carcassonne
  - Judas and the Black Messiah – Shaka King (en), Charles D. King (de) et Ryan Coogler
  - Mank – Ceán Chaffin, Eric Roth et Douglas Urbanski
  - Minari – Christina Oh (en)
  - Promising Young Woman – Ben Browning (de), Ashley Fox (de), Emerald Fennell et Josey McNamara (de)
  - Sound of Metal – Bert Hamelinck et Sacha Ben Harroche (de)
  - Les Sept de Chicago – Marc Platt et Stuart M. Besser (en)

- 2022 : Coda – Philippe Rousselet, Fabrice Gianfermi (de) et Patrick Wachsberger (de)
  - Belfast – Laura Berwick (de), Kenneth Branagh, Becca Kovacik (de) et Tamar Thomas (de)
  - Don't Look Up : Déni cosmique (Don't Look Up) – Adam McKay et Kevin Messick (en)
  - Drive My Car (Doraibu mai kâ) – Ryūsuke Hamaguchi
  - Dune – Mary Parent (en), Denis Villeneuve et Cale Boyter (en)
  - La Méthode Williams (King Richard) – Tim White (en), Trevor White (en) et Will Smith
  - Licorice Pizza – Sara Murphy (en), Adam Somner (de) et Paul Thomas Anderson
  - Nightmare Alley – Guillermo del Toro, J. Miles Dale (en) et Bradley Cooper
  - The Power of the Dog – Jane Campion, Tanya Seghatchian (en), Emile Sherman, Iain Canning et Roger Frappier
  - West Side Story – Steven Spielberg et Kristie Macosko Krieger (en)

- 2023 : Everything Everywhere All at Once – Daniel Kwan, Daniel Scheinert et Jonathan Wang
  - À l'Ouest, rien de nouveau (Im Westen nichts Neues) – Malte Grunert
  - Avatar : La Voie de l'eau (Avatar: The Way of Water) – James Cameron et Jon Landau
  - Les Banshees d'Inisherin – Graham Broadbent, Peter Czernin et Martin McDonagh
  - Elvis – Baz Luhrmann, Catherine Martin, Gail Berman, Patrick McCormick et Schuyler Weiss
  - The Fabelmans – Kristie Macosko Krieger, Steven Spielberg et Tony Kushner
  - Tár – Todd Field, Alexandra Milchan et Scott Lambert
  - Top Gun: Maverick – Tom Cruise, Christopher McQuarrie, David Ellison et Jerry Bruckheimer
  - Sans filtre (Triangle of Sadness) – Erik Hemmendorff et Philippe Bober
  - Women Talking – Dede Gardner, Jeremy Kleiner et Frances McDormand
- 2024 : Oppenheimer – Emma Thomas, Charles Roven et Christopher Nolan
  - Anatomie d'une chute – Marie-Ange Luciani et David Thion
  - Barbie – David Heyman, Margot Robbie, Tom Ackerley et Robbie Brenner
  - Fiction à l'américaine (American Fiction) – Ben LeClair, Nikos Karamigios, Cord Jefferson et Jermaine Johnson
  - Winter Break (The Holdovers) – Mark Johnson – Ben LeClair, Nikos Karamigios, Cord Jefferson et Jermaine Johnson
  - Killers of the Flower Moon – Dan Friedkin, Bradley Thomas, Martin Scorsese et Daniel Lupi
  - Maestro – Bradley Cooper, Steven Spielberg, Fred Berner, Amy Derning et Kristie Macosko Krieger
  - Past Lives – Nos vies d'avant (Past Lives) – David Hinojosa, Christine Vachon et Pamela Koffler
  - Pauvres Créatures (Poor Things) – Ed Guiney, Andrew Lowe, Yórgos Lánthimos et Emma Stone
  - La Zone d'intérêt (The Zone of Interest) – James Wilson
- 2025 : Anora – Alex Coco, Samantha Quan et Sean Baker
  - The Brutalist – Nick Gordon, D. J. Gugenheim, Andrew Lauren, Trevor Matthews et Brian Young
  - Conclave – Tessa Ross, Juliette Howell et Michael A. Jackman
  - Dune, deuxième partie – Mary Parent, Cale Boyter, Tanya Lapointe et Denis Villeneuve
  - Emilia Pérez – Pascal Caucheteux et Jacques Audiard
  - Je suis toujours là – Maria Carlota Bruno et Rodrigo Teixeira
  - Nickel Boys – Dede Gardner, Jeremy Kleiner et Joslyn Barnes
  - Un parfait inconnu – Fred Berger, James Mangold et Alex Heineman
  - The Substance – Coralie Fargeat, Tim Bevan et Eric Fellner
  - Wicked – Marc Platt

## Statistiques

### Par studio (1929-1951)
Les plus nommés
- 38 nominations : Metro-Goldwyn-Mayer
- 21 nominations : Warner Bros.
- 16 nominations : 20th Century Fox

Les plus récompensés
- 5 Oscars : Metro-Goldwyn-Mayer
- 3 Oscars : 20th Century Fox
- 2 Oscars : Columbia, Paramount, Selznick International Pictures et Warner Bros.

### Par producteur (depuis 1952)
Les plus nommés
- 12 nominations : Steven Spielberg
- 9 nominations : Scott Rudin
- 8 nominations : Kathleen Kennedy
- 6 nominations : Stanley Kramer
- 5 nominations : Francis Ford Coppola, Clint Eastwood, Eric Fellner et Frank Marshall

Les plus récompensés
- 3 Oscars : Sam Spiegel et Saul Zaentz
- 2 Oscars : Clint Eastwood, Arthur Freed, Branko Lustig, Albert S. Ruddy et Robert Wise

### Par réalisateur
Cette section concerne les réalisateurs qui ont le plus de films classés dans cette catégorie, en rappelant qu'ils ne sont pas crédités pour cet Oscar (sauf s'ils produisent leur film).
Les plus nommés
- 13 nominations : William Wyler
- 12 nominations : Steven Spielberg
- 9 nominations : John Ford et Martin Scorsese
- 8 nominations : Mervyn LeRoy
- 7 nominations : Frank Capra, George Cukor, Henry King et George Stevens

Les plus récompensés
- 3 Oscars : William Wyler (1943, 1947, 1960), Frank Capra (1935, 1937, 1939)
- 2 Oscars : Francis Ford Coppola (1973, 1975), Clint Eastwood (1993, 2005) , Miloš Forman (1976, 1985), Elia Kazan (1948, 1955), David Lean (1958, 1963), Frank Lloyd (1934, 1936), Vincente Minnelli (1952, 1959), Billy Wilder (1946, 1961), Robert Wise (1962, 1966), Fred Zinnemann (1954, 1967)

Nominations multiples
Indique les réalisateurs dont deux films sont nommés la même année à l'Oscar du meilleur film. Les films gagnants sont en gras.
- 1932 : Ernst Lubitsch – Une heure près de toi et Le Lieutenant souriant
- 1937 : Jack Conway – Une fine mouche et Le Marquis de Saint-Évremont
- 1939 : Michael Curtiz – Les Aventures de Robin des bois et Rêves de jeunesse
- 1940 : Victor Fleming – Autant en emporte le vent et Le Magicien d'Oz
- 1941 :
  - John Ford – Les Raisins de la colère et Les Hommes de la mer
  - Alfred Hitchcock – Rebecca et Correspondant 17
  - Sam Wood – Kitty Foyle et Une petite ville sans histoire
- 1943 : Sam Wood – Crimes sans châtiment et Vainqueur du destin
- 1975 : Francis Ford Coppola – Conversation secrète et Le Parrain 2
- 1978 : Herbert Ross – Adieu, je reste et Le Tournant de la vie
- 2001 : Steven Soderbergh – Erin Brockovich, seule contre tous et Traffic

Source : (en) base des données des Oscars, catégorie Acceptances Speeches.